# Специфическое расстройство речи
Специфическое расстройство речи (англ. specific language impairment, SLI) — это нарушение, при котором речевые навыки ребёнка ниже возрастной нормы, несмотря на отсутствие мозговых повреждений, адекватное умственное развитие, нормальный слух, правильно развитый артикуляторный аппарат и нормальные условия для овладения языком.
Дети со специфическим расстройством речи характеризуются соответствующим своему возрасту интеллектом. В отличие от детей с аутизмом, дети со специфическим расстройством речи испытывают необходимость в коммуникации, способны адекватно общаться с окружающими и обладают должным уровнем развития, то есть могут прогнозировать реакцию на свои действия. Результаты тестов уровня интеллекта (IQ), не включающих языковые задания, у таких детей соответствуют норме и даже иногда превышают её.
Согласно исследованию, проведённому на англоговорящих детях в США, доля детей со специфическим расстройством речи составляет от 5 до 8 % населения, причем у мальчиков оно встречается почти в два раза чаще, чем у девочек.

## Особенности использования термина
В российской логопедии диагнозу «специфические расстройства речи» частично соответствует алалия. Эти термины, безусловно, не тождественны, так как очень часто у алаликов помимо языковых расстройств наблюдаются нарушения мелкой моторики, внимания и пр. Вследствие отсутствия специфического расстройства речи в советской, а затем в российской логопедической номенклатуре заболеваний, это нарушение остаётся неизученным на материале русского языка. Дети со специфическим расстройством речи получают диагноз алалия, что зачастую прямо противоречит сути нарушения. В МКБ специфические расстройства речи имеет код F80 «Специфические расстройства развития речи и языка».

## Проявления
Дети со специфическим расстройством речи обычно поздно начинают говорить, первые слова у них могут появиться только в возрасте двух лет. Они также плохо усваивают слова, что выражается в лексической бедности речи. Кроме того, существуют свидетельства о недостаточной развитости кратковременной памяти, связанной с речью. Это, по-видимому, выражается в невозможности воспринимать длинные сложные предложения, особенно при быстром темпе речи. Поэтому страдающие специфическим расстройством речи почти всегда высказываются короткими предложениями.
Наибольшие сложности у детей со специфическим расстройством речи наблюдаются в синтаксисе, что на материале английского языка было показано как чрезвычайно частые ошибки в употреблении форм глаголов: пропуск копулы (глагола связки), пропуск вспомогательного глагола, пропуск флексии -s для формы единственного числа третьего лица в настоящем времени, пропуск флексии -ed для формы прошедшего времени, сверхгенерализация правила для неправильных глаголов. Кроме того, часто встречается употребление неверной формы для подлежащего и дополнения, например аккузатив вместо номинатива, и пропуск артикля.

The boy hitting ball. (Вместо: The boy is hitting the ball.) 

Drawed picture. (Вместо: Drew a picture.) 

He goed out. (Вместо: He went out.) 

Her is at school. (Вместо: She is at school.)

## Теории
Существуют несколько теорий, объясняющих возникновение нарушений, связанных с морфологией, у детей со специфическими расстройствами речи. Все эти теории были разработаны на материале только английского языка. В гипотезе, предложенной Л. Леонардом, предполагается, что специфические нарушения речи связаны с недостаточной скоростью обработки звуков речи, что затрудняет получение грамматической информации из окончаний, зачастую находящихся в слабой, безударной позиции. Согласно другой гипотезе, трудности в продуцировании форм связаны с перцепцией, то есть дети не способны воспринимать короткие быстро сменяющиеся звуковые сигналы. Однако наиболее популярной является гипотеза Векслера, по которой, подобные нарушения у детей связаны с большей длительностью стадии так называемого необязательного инфинитива (optional infinitive), то есть периода употребления нефинитных форм глагола вместо финитных.
Другой взгляд на причину возникновения специфических расстройствами речи даёт исследование при помощи ядерного магнитного резонанса: оказалось, что у детей с таким нарушением pars triangularis, часть зоны Брока, значительно меньше, чем у детей с нормальным развитием.
В ходе одного исследования отмечена ассоциация однонуклеотидного полиморфизма (rs17236239) гена CNTNAP2 с расстройством.

## Прогноз и перспективы
Ранее считалось, что специфическое расстройство речи — это задержка языкового развития у детей дошкольного возраста. Однако было показано, что дальнейшие трудности в речи встречаются у подростков и взрослых людей. Так, 70 % детей, получивших диагноз «специфическое расстройство речи» в возрасте пяти лет, в 20-летнем возрасте все ещё испытывали некоторые трудности в речи. Большинство долгосрочных исследований детей со специфическим нарушениями речи были начаты и ещё не завершены, поэтому более точные данные будут получены лишь через несколько лет.

## Рекомендуемая литература
- Specific Language Impairment // Encyclopedia of Language and Linguistics. 2nd Edition. Elsevier, 2006.
- Leonard L.B. Children with specific language impairment. Cambridge, MA: MIT Press, 1998.